# Антиланцюг
У математиці, в області теорії порядку, антиланцюг є підмножиною частково впорядкованої множини (посета) в якій, будь-які два елементи є непорівнянні один з одним.

## Пов'язані означення
Ланцюг — підмножина частково впорядкованої множини, в якій, будь-які два елементи є порівнянні один з одним. Тобто, ланцюг — лінійно впорядкована множина.

## Властивості
- Максимальний антиланцюг є антиланцюгом, який не є власною підмножиною будь-якого іншого антиланцюга.
- Максимальний антиланцюг є антиланцюгом, що має потужність, не менше ніж будь-який інший антиланцюг.
- Будь-який антиланцюг може перетинатись з будь-якими ланцюгаом не більше ніж в одному елементі.

## Висота і ширина
- Шириною посета називається величина максимального антиланцюга. За теоремою Ділуорса ширина рівна мінімальній кількості ланцюгів, на які можна розбити посет.
- Висотою посета називається величина максимального ланцюга. За теоремою Мірського висота рівна мінімальній кількості антиланцюгів, на які можна розбити посет.

## Операціїпоєднання та зустріч
- Будь-якому антиланцюгу {\displaystyle A} відповідає нижня множина:

{\displaystyle L_{A}=\{x\mid \exists y\in A{\mbox{ s.t. }}x\leq y\}.}
У кінцевому частковому порядку, для всіх нижніх множин існує антиланцюг.
- Об'єднанням нижніх множин є нижня множина, якій відповідає join їх антиланцюгів:

{\displaystyle A\vee B=\{x\in A\cup B\mid \not \exists y\in A\cup B{\mbox{ s.t. }}x<y\}.}
- ВІдповідно, за meet антиланцюгів відповідає перетин нижніх множин:

{\displaystyle A\wedge B=\{x\in L_{A}\cap L_{B}\mid \not \exists y\in L_{A}\cap L_{B}{\mbox{ s.t. }}x<y\}.}